# Obrona mostów tczewskich
Obrona mostów tczewskich – starcie 1 września 1939 roku pomiędzy siłami polskimi stacjonującymi w Tczewie a siłami niemieckimi próbującymi zdobyć most kolejowy i most drogowy w Tczewie.

## Wprowadzenie
Tczew był ważnym węzłem komunikacyjnym w tzw. korytarzu pomorskim. Przez miasto przebiegała m.in. linia kolejowa będąca najkrótszym i głównym połączeniem Prus Wschodnich z pozostałym terytorium Rzeszy oraz z Gdańskiem, przebiegająca częściowo przez terytorium Wolnego Miasta Gdańska. Dowództwo polskie, jak i niemieckie zdawało sobie sprawę ze znaczenia strategicznego mostu kolejowego oraz drogowego, które przecinają Wisłę w Tczewie. Za Wisłą w kierunku wschodnim rozciągało się terytorium Wolnego Miasta Gdańska, z tym, że wzdłuż samej linii kolejowej polskie terytorium sięgało za mostem do Lisewa. Na podstawie Traktatu Wersalskiego, zarząd nad liniami kolejowymi na tym obszarze sprawowały Polskie Koleje Państwowe. Dalej na terytorium Wolnego Miasta znajdował się polski punkt celny odpraw towarów w Szymankowie (Simonsdorf) i komunikacji osobowej w Kałdowie. Niemcy zakładali szybkie zdobycie mostów, które pozwoliłoby na swobodny przerzut sił do Prus, a przede wszystkim odcięcie polskiej obrony wybrzeża od reszty kraju.
W mieście stacjonował 2 batalion strzelców, do którego w marcu 1939 przydzielono osiemnastu saperów. Mosty zostały potajemnie zaminowane. Dowódca Armii „Pomorze” wydał rozkaz wysadzenia ich w przypadku ataku. Ponadto, od strony wschodniej zbudowano przed mostem mocną zamykaną bramę. Mostów bronił Oddział Wydzielony „Tczew”, podlegający dowódcy Armii „Pomorze”, w składzie 2 Batalionu Strzelców i plutonu saperów z 15 Dywizji Piechoty. W czerwcu 1939 roku dla wzmocnienia obrony mostu wysłano do Tczewa jeszcze pluton drezyn pancernych z 1 Dywizjonu Pociągów Pancernych z Legionowa, w składzie dwóch czołgów lekkich Renault FT na podwoziach szynowych (drezyna R) i czterech tankietek TK-3 na prowadnicach szynowych, pozostających po polskiej stronie Wisły. Bezpośrednio pozycje przed mostem zajmował pluton 1 kompanii batalionu pod dowództwem por. Walentego Faterkowskiego wraz z plutonem ciężkich karabinów maszynowych ppor. Bernarda Bianka.
Niemiecki wywiad dowiedział się o zaminowaniu mostów i wobec tego zdecydowano się zdobyć je z zaskoczenia jeszcze przed rozpoczęciem działań wojennych na całości polskiej granicy. Operacja ta miała być wykonana przez pionierów (saperów) z 541 pułku dostarczonych pociągiem towarowym, ubezpieczanym przez pociąg pancerny (Panzerzug) nr 7. W skład załogi pociągu pancernego wchodzili też żołnierze 2 zapasowego batalionu piechoty, 11 zapasowego dywizjonu artylerii, 1 zapasowego batalionu łączności i 52 batalionu artylerii przeciwlotniczej. Oddział tworzył grupę bojową (niem. Kampfgruppe) „Medem”, pod dowództwem ppłka Gerharda Medema. W skład sił niemieckich weszło też 65 szturmowców gdańskiego 14 pułku SA oraz dwie drezyny pancerne. Wsparcie lotnicze tworzył klucz bombowców nurkujących Junkers Ju 87 Stuka z 3. eskadry 1. dywizjonu 1 Pułku Bombowców Nurkujących (3./StG 1), który miał precyzyjnie zbombardować nasyp kolejowy i przerwać przewody do ładunków wybuchowych. Wybrani piloci w celu zapoznania się z terenem wcześniej jeździli tamtędy pociągami. Ponadto, trzy eskadry bombowców z 3 Pułku Bombowego miały zbombardować stację Tczew, elektrownię i koszary. Plan zakładał, że pociągi nadjadą równocześnie z bombardowaniem i wykorzystując zaskoczenie oraz zamieszanie przejadą przez most kolejowy, likwidując polskie ubezpieczenia, a pionierzy rozbroją ładunki wybuchowe.

## Niemiecki podstęp
Nocą na 1 września, mimo napiętej sytuacji, z niemieckiego wówczas Malborka przez terytorium Wolnego Miasta Gdańska miał wyruszyć o 2:08 planowy tranzytowy pociąg osobowy nr 9-6-3, a następnie drugi pociąg osobowy nr 9-6-5. W celu ich poprowadzenia wysłano na granicę dwa parowozy Ty23 z polskimi załogami. Niemcy przejęli w Malborku oba parowozy, przebierając się w mundury polskich kolejarzy. Pierwszy parowóz Ty23-521 wyruszył z Malborka o 3:45 z wagonami towarowymi, w których znajdował się oddział szturmowy pionierów, a dziesięć minut później ruszył drugi z pociągiem pancernym. Szturmowcy gdańskiego SA ostrzelali wówczas polską placówkę celną w nadgranicznym Kałdowie, mieszczącą się w dwóch wagonach osobowych stojących na nasypie kolejowym (po spaleniu przez Niemców budynku celnego w maju 1939 roku), i ujęli pracujących tam inspektorów celnych. Inspektorzy zdążyli jednak zaalarmować telefonicznie o niezidentyfikowanym pociągu stację w Szymankowie, zanim nie odcięto linii.
Polski dyżurny ruchu Alfons Runowski pracujący na terenie Wolnego Miasta Gdańsk w Szymankowie, zaalarmowany dużym opóźnieniem pociągu, fragmentem meldunku z Kałdowa i zaginięciem jednego z inspektorów celnych (który prawdopodobnie wówczas już został zastrzelony), zauważył nierozpoznany ciemny pociąg. Zdecydował podać na semaforze wjazdowym sygnał „stój” i zablokować szlak przelotowy przez przerzucenie zwrotnicy na ślepy tor. Pociąg towarowy najpierw stanął, lecz po chwili zignorował semafor, w efekcie wjeżdżając na ślepy tor. Wówczas Runowski nakazał zablokować mu wyjazd, przerzucając z powrotem zwrotnicę. Jednocześnie powiadomił telefonicznie Tczew o niebezpieczeństwie; polska załoga wystrzeliła też czerwoną flarę sygnalizacyjną. Stacja została wówczas opanowana przez lokalnych SA-manów, którzy za powstałe w ten sposób opóźnienie zamordowali tego samego dnia kolejarzy i inspektorów celnych z Szymankowa oraz członków ich rodzin, w sumie 23 osoby, w tym Alfonsa Runowskiego, a kilka osób ranili. 20 osób pochowano w zbiorowym grobie w Szymankowie. Powstałe w wyniku zatrzymania i wycofania pociągu opóźnienie uniemożliwiło skoordynowanie pojawienia się pociągów z nalotem na Tczew i most.

## Atak
O godzinie 4:26 wystartował z lotniska w Prusach Wschodnich klucz trzech Stukasów, który o 4:34 (11 minut przed atakiem na Westerplatte) zbombardował schrony minerów i tory na zachodnim przyczółku mostów. Inne samoloty zbombardowały dworzec kolejowy i koszary 2 batalionu strzelców. Bomby zrzucono też w centrum miasta, w rejonie elektrowni. Nalot na te obiekty powtórzono dwa razy. Trwał on około 10 minut. Byli zabici i ranni: ludność cywilna, kolejarze i żołnierze.
Pociągi niemieckie miały dotrzeć do Lisewa równocześnie z nalotem bombowców Ju 87, jednak przybyły bezpośrednio po nalocie, który nie wywołał większych szkód. Według jednej z wersji, bomby co prawda przerwały przewody do ładunków wybuchowych, lecz zostały one położone na nowo przez saperów. O 4:42 opóźniony pociąg z niemieckimi żołnierzami dotarł do mostu, poprzedzany przez drezynę pancerną (samochód pancerny Sd.Kfz. 231 przystosowany do jazdy po szynach). Drezyna nie mogła sforsować zamkniętej bramy. Po torach podążał także dalej pociąg pancerny. Z wagonów wyskoczyli niemieccy żołnierze i wywiązała się walka. Niemieckie oddziały zostały jednak ostrzelane przez polskie ciężkie karabiny maszynowe i zaległy pod ogniem. Podjęto próbę użycia polskich tankietek na prowadnicach, które strzelając dojechały do połowy mostu, lecz zawróciły z uwagi na duże niebezpieczeństwo utraty w związku z ich cienkim pancerzem.
O 5:30 do Polaków dotarł rozkaz wycofania się i wysadzenia mostów. O godzinie 6:10 wysadzono przyczółek wschodni, zaś o 6:40 zachodni. Oddziałem saperów dowodził por. Norbert Juchtman. Zburzone zostały cztery filary. Według niektórych publikacji, pociąg pancerny nr 7 miał wjechać na most i zostać poważnie uszkodzony w wyniku wybuchu filarów, a następnie przechodzić długi remont. W rzeczywistości nie odniósł jednak wówczas uszkodzeń i później walczył pod Modlinem, a informacje o uszkodzeniach są zapewne wynikiem pomyłki z pociągiem nr 3, atakującym pod Chojnicami.
Do końca dnia trwały walki w mieście. Oddziały SS-Heimwehr Danzig, wsparte lotnictwem, wieczorem wyparły polskich żołnierzy z miasta.

## Podsumowanie
Polscy żołnierze w pełni wykonali swoje zadanie. Niemcy nie zdobyli mostów, w rezultacie czego nie posiadali dogodnego połączenia z Prusami aż do następnego roku. Most kolejowy został odbudowany prowizorycznie po półtora miesiącu, a na stałe jako dwutorowy 1 września 1940 roku, natomiast most drogowy nie został podczas wojny odbudowany z uwagi na budowę w 1941 roku nowego mostu kilka kilometrów dalej. 2 batalion strzelców wycofał się na pozycje Armii „Pomorze”. Jego żołnierze brali udział w walkach nad Bzurą i w obronie stolicy.

## Upamiętnienie

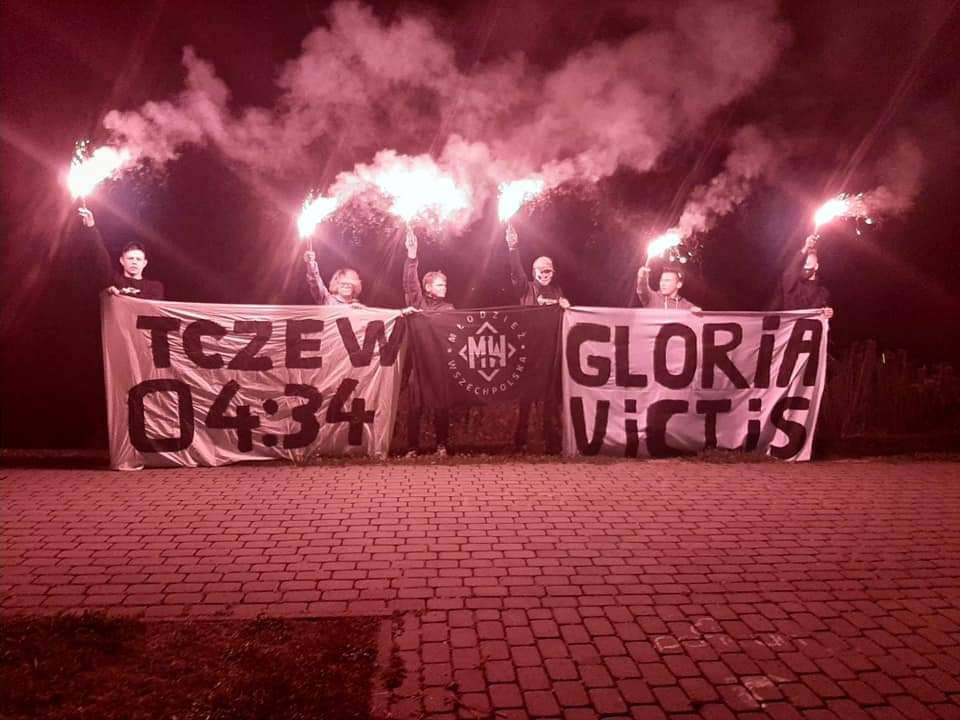
Coroczne upamiętnienie obrony mostów tczewskich przez Młodzież Wszechpolską

Od 2017 roku w  Tczewie co roku rozpoczyna się debata na temat formy upamiętnienia tych wydarzeń. Środowiska narodowe apelują o to, by Miasto Tczew dołączyło się do organizowanych przez nich obchodów o 4:34, by obchody odbywały się rano tak jak ma to miejsce w Wieluniu, czy na Westerplatte.
W 2018 r. w porannych obchodach upamiętniających obronę mostów tczewskich wziął udział prezydent RP Andrzej Duda. Obchody zorganizowano w godzinach zbliżonych do dokładnej godziny rozpoczęcia ataku niemieckiej armii na Tczew.